# Alternative 4
Alternative 4 es el cuarto álbum de estudio de la banda de rock británica Anathema. Fue lanzado el 22 de junio de 1998 por Peaceville Records. A diferencia de los anteriores trabajos de la banda, en Alternative 4 se le da una gran importancia a los teclados y las voces guturales desaparecen por completo. Es considerado el álbum en donde Anathema cambió definitivamente su sonido desde el original death/doom a su actual rock atmosférico, aunque algunos temas del álbum aún beben del gothic metal.

## Lista de temas
1. "Shroud of False" – 1:37
2. "Fragile Dreams" – 5:32
3. "Empty" – 3:00
4. "Lost Control" – 5:50
5. "Re-Connect" – 3:52
6. "Inner Silence" – 3:09
7. "Alternative 4" – 6:18
8. "Regret" – 7:58
9. "Feel" – 5:28
10. "Destiny" – 2:14

Temas extras de la reedición del 2004:
1. "Your Possible Pasts" - 4:28
2. "One of the Few" - 1:51
3. "Better Off Dead" - 4:22
4. "Goodbye Cruel World" - 1:40

## Créditos
- Vincent Cavanagh — voces, guitarra
- Duncan Patterson — bajo, piano
- Daniel Cavanagh — guitarra, piano, teclados
- Shaun Steels — batería
- Martin Powell — violín
- Andy Duncan — batería en "Empty"

- Datos: Q438455